# Ferrari 365 GTC/4
Der Ferrari 365 GTC/4 war ein 2+2-sitziger Straßensportwagen des italienischen Automobilherstellers Ferrari, der von 1971 bis 1973 gebaut wurde. Der Wagen ähnelte äußerlich dem 365 GTB/4 „Daytona“, mit dem er auch in technischer Hinsicht ähnlich war. Allerdings hatte er eine überarbeitete Antriebseinheit und eine eigenständige Karosserie. Die ungewöhnliche Form der Fahrgastzelle brachte dem Wagen bei der Präsentation den Beinamen „il Gobbone“ („der Bucklige“) oder auch „Banane“ ein. Der 365 GTC/4 stand lange Zeit im Schatten des Aufsehen erregenden „Daytona“ und wird gelegentlich als der „vergessene Ferrari“ bezeichnet.

## Modellgeschichte
Der 365 GTC/4 wurde als Nachfolger des Ferrari 365 GT 2+2 konzipiert. Bei der Entwicklung des Wagens griff Ferrari weitgehend auf die Technik des „Daytona“ zurück.  

### Antriebstechnik und Fahrwerk

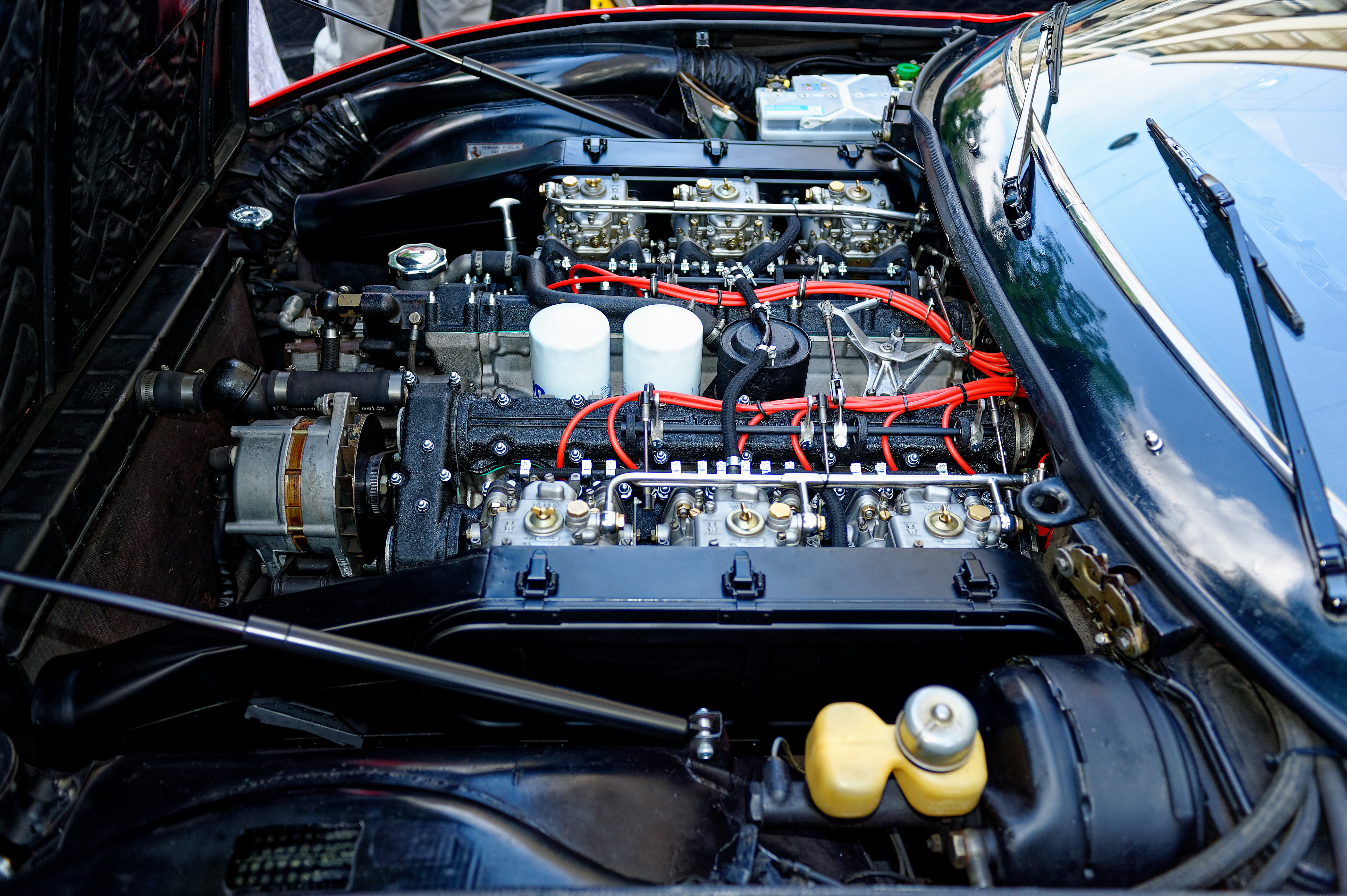
Der 12-Zylinder-Motor

Der 365 GTC/4 übernahm vom „Daytona“ das Chassis und das Fahrwerk. Auch das Triebwerk war in den Grundzügen identisch: Beide Autos wurden von dem 4,4 Liter großen, von Gioacchino Colombo entworfenen Zwölfzylindermotor angetrieben, der über vier obenliegende Nockenwellen verfügte. Allerdings wurde das Triebwerk für den Einsatz im 365 GTC/4 in mehrfacher Hinsicht modifiziert. Während Ferrari im „Daytona“ Fallstromvergaser verwendete, waren es im 365 GTC/4 sechs Doppel-Flachstromvergaser von Weber (Typ 38DCOE59/60). Sie saßen an den Außenseiten der Zylinderköpfe und ermöglichten eine niedrigere Motorhaube als beim „Daytona“. Neu waren auch die Nasssumpfschmierung und veränderte Zylinderköpfe. Die Leistung des Triebwerks belief sich in der europäischen Version auf 340 PS; die Exportmodelle für den US-amerikanischen Markt leisteten dagegen nur 320 PS.
Das Fünfganggetriebe des 365 GTC/4 war in wesentlichen Teilen gleich dem des Daytona. Während es dort allerdings mit dem Hinterachsgetriebe verbunden war (Transaxle), befand es sich beim 365 GTC/4 vorn am Motor. Es ragte weit in den Fahrgastraum hinein und wurde von einer breiten Mittelkonsole abgedeckt. Zusammen mit dem weit hinten positionierten Motor sorgte diese Anordnung des Getriebes dafür, dass ein wesentlicher Teil des Gewichts in der Fahrzeugmitte konzentriert war. Die Gewichtsverteilung war mit einem Verhältnis von 51 (vorn) zu 49 (hinten) nahezu ausgeglichen.
Der Wagen hatte Einzelradaufhängungen an Doppeldreiecksquerlenkern, Schraubenfedern und hydraulischen Teleskopstoßdämpfern. Hinten kam eine hydraulische Niveauregulierung hinzu.

### Karosserie

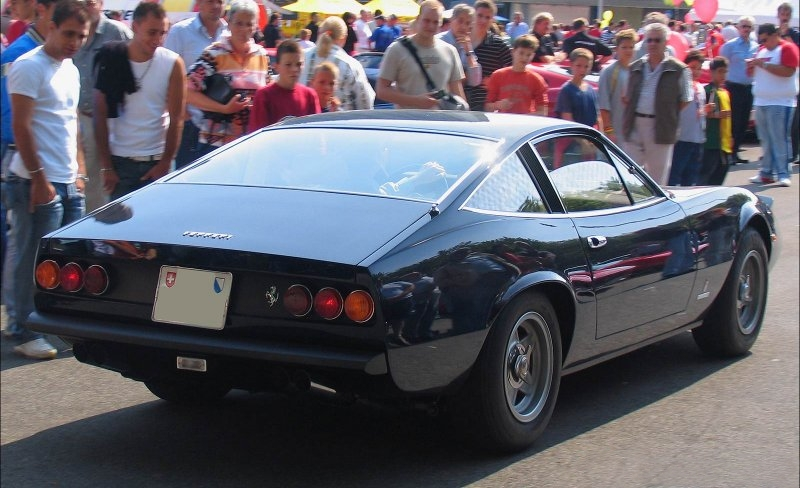
Heckansicht des Ferrari 365 GTC/4

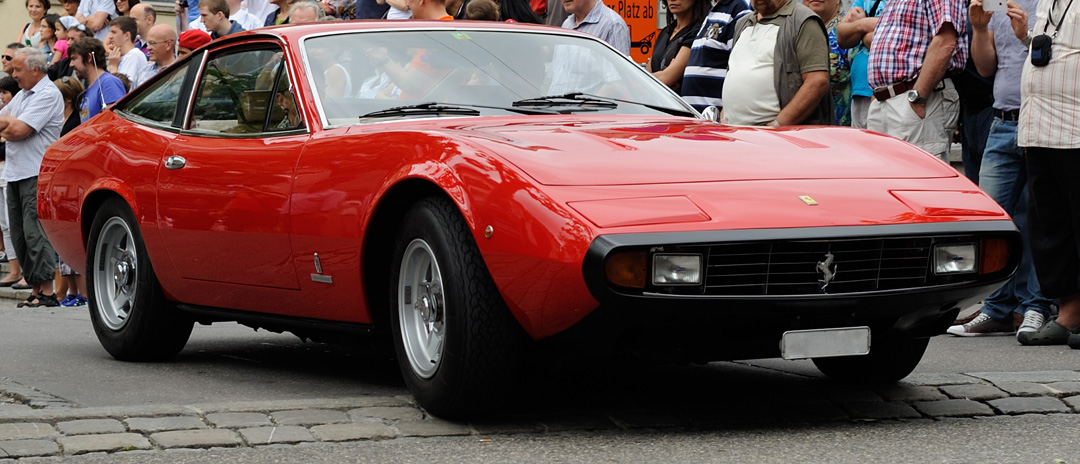
Ferrari 365 GTC/4

Die Karosserie des Coupés war vollständig neu entworfen worden. Sie ähnelte im Layout der des „Daytona“; die beiden Modelle hatten allerdings kein einziges Karosserieteil gemeinsam. Der Aufbau wurde von Pininfarina entworfen; ausführender Designer war Filippo Sapino. 
Sapino entwarf eine Fließheckkarosserie mit langer, flacher Motorhaube, einer kurzen Fahrgastzelle und einer abfallenden Dachlinie, die in einem abgeschnittenen Kamm-Heck mündete.  Die Gürtellinie war geschwungen. Der 365 GTC/4 hatte ebenso wie der „Daytona“ in seiner zweiten Version Klappscheinwerfer. „Il Gobbone“ war der erste Ferrari, bei dem von Anfang an der Einbau von Klappscheinwerfern vorgesehen war. Die seitlich in die Kotflügel hineinragenden Blinker, die ein besonderes Erkennungsmerkmal des „Daytona“ waren und das Design einiger anderer Fahrzeuge, wie etwa des Rover SD1, beeinflussten, übernahm Sapino nicht. Der 365 GTC/4 hatte stattdessen einen breiten Kühlergrill, der von einer umlaufenden, schwarzen Gummistoßstange eingefasst war. Im Kühlergrill saßen Blinker und Zusatzscheinwerfer. Diese Form der Frontpartie stand stilistisch im Widerspruch zu den fließenden Linien des Fahrzeugs und war eine Konzession an die Sicherheitsbestimmungen in den Vereinigten Staaten.
Der GTC/4 wurde in erster Linie für den US-amerikanischen Sportwagenmarkt entwickelt und produziert; die meisten der ca. 500 produzierten Fahrzeuge wurde auch dorthin ausgeliefert. Auch die an den Flanken montieren Begrenzungsleuchten haben ihren Ursprung in den US-amerikanischen Zulassungsbestimmungen. Die Gestaltung der Frontpartie wurde später von mehreren anderen Sportwagen übernommen; zu ihnen gehört der 1973 vorgestellte Matra Bagheera der ersten Serie. Bei aller Ähnlichkeit wurde das Design des 365 GTC/4 im Vergleich zum „Daytona“ zumeist als weniger aggressiv empfunden.
Die Karosserien der 365 GTC/4 baute Pininfarina und nicht wie bei einigen früheren Ferrari-Modellen Scaglietti.

### Innenraum

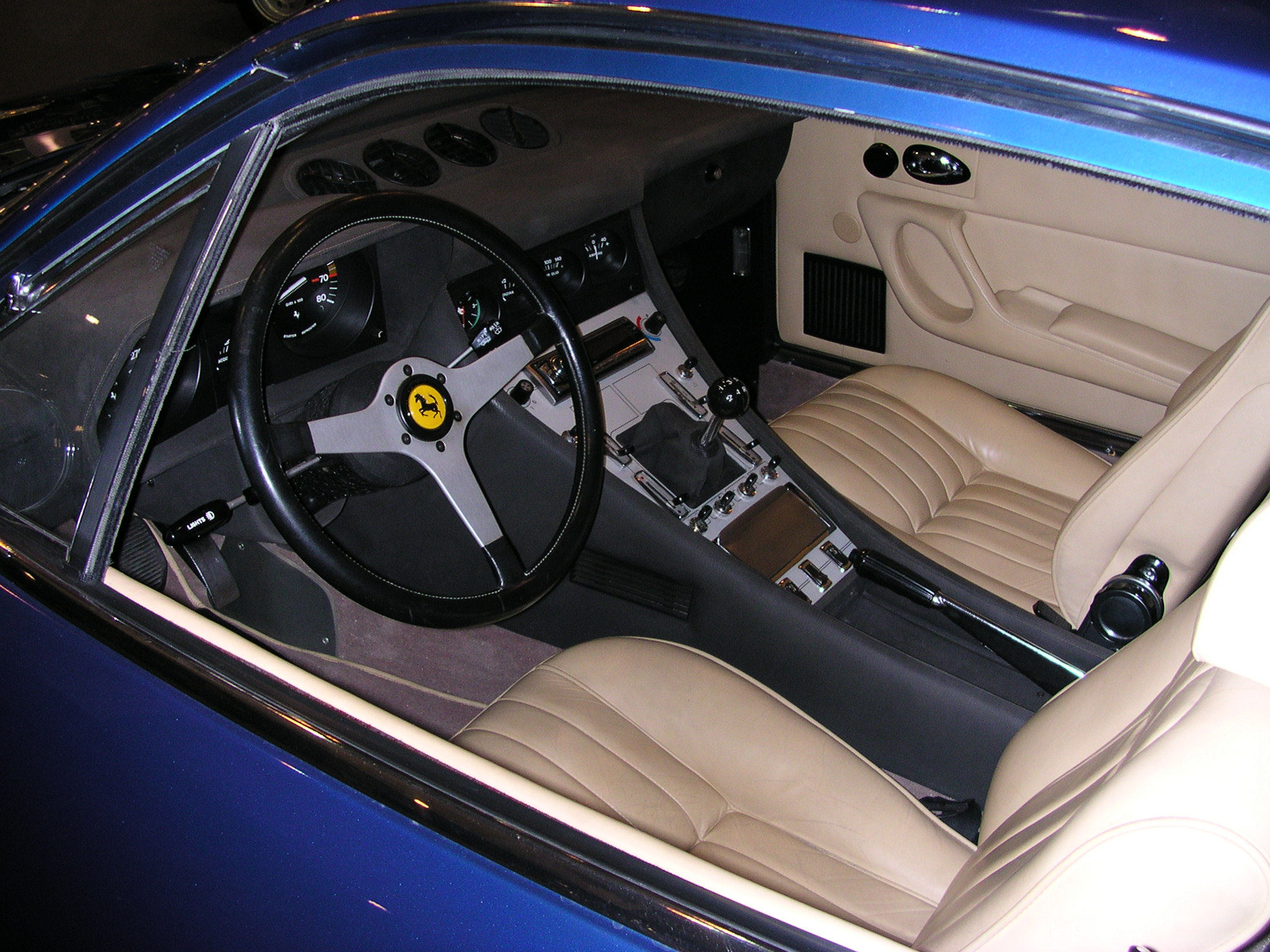
Innenraum mit aufpreispflichtiger Lederausstattung. Unter der Mittelkonsole befindet sich das Getriebe.

Der 365 GTC/4 war nominell als 2+2-Sitzer ausgelegt. Hinter den Fahrersitzen befanden sich sehr kleine Notsitze, die allerdings für den Personentransport kaum geeignet waren. Die Rücksitzlehnen konnten heruntergeklappt werden, um zusätzlichen Stauraum für Gepäck zu schaffen. Im Innenraum unterschied sich der 365 GTC/4 in einigen Details von dem früherer Ferrari-Sportwagen. Das Armaturenbrett war neu gestaltet worden. Das Fünfganggetriebe hatte nicht die für Ferrari typische offene Schaltkulisse, sondern einen die Schaltkulisse verhüllenden Ledersack. Außerdem gab es kein Nardi-Holzlenkrad, es wurde auch nicht wahlweise angeboten (wie etwa beim „Daytona“). Eine Klimaanlage und eine Servolenkung gehörten zum serienmäßigen Lieferumfang; eine Lederpolsterung der Sitze war dagegen aufpreispflichtig.

### Fahrleistungen
Die Höchstgeschwindigkeit des 365 GTC/4 betrug 260 km/h, die Beschleunigung von 0 auf 100 km/h gelang dem Wagen in 6,7 Sekunden.

## Urteile der Presse
Zeitgenössische Presseberichte waren vom Design des 365 GTC/4 zumeist nicht angetan. Bereits bei der Präsentation erhielt das Auto den Spitznamen „Il Gobbone“. Andererseits wurden das technische Niveau des Autos gelobt. Es wurde als eine zivilisierte und praktische Ausführung des Daytona wahrgenommen.

## Sonderaufbauten
Anders als der „Daytona“ war der 365 GTC/4 ab Werk ausschließlich als Coupé erhältlich, eine Cabrioletversion oder sonstige Karosserieformen sah Ferrari nicht vor. Allerdings nahmen einige Karosseriewerke im Auftrag einzelner Kunden nachträgliche Änderungen vor.

### Spyder
Gesichert ist, dass das Auto mit der Fahrgestellnummer 14963 nachträglich zu einem Spyder umgebaut wurde. Es wird in unterschiedlichen Publikationen zwar auf mehrere Umbauten hingewiesen, belegt ist aber nur dieses Fahrgestell.

### Umbauten von Felber
Der Schweizer Automobilhersteller Felber konstruierte als Einzelstück einen Shooting Brake auf der Basis des 365 GTC/4. Das Fahrzeug erhielt bei unveränderter Übernahme des Chassis und der Antriebstechnik eine völlig neue Karosserie, die auf einen Entwurf von Giovanni Michelotti zurückging. Der zweitürige Kombi hatte eine Heckklappe mit einer separat zu öffnenden Heckscheibe und eine braune Lackierung mit weißem Dach.
Auf der gleichen technischen Basis konstruierte Felber das Modell Beach Car, ein Buggy-ähnliches Freizeitauto, das weder Dach noch Türen hatte. Es handelte sich um ein Einzelstück, das im Auftrag eines Kunden aus dem mittleren Osten entwickelt wurde. Die Herstellung des Fahrzeugs übernahm Giovanni Michelotti in Turin.
Beide Fahrzeuge beruhten auf ein und demselben Fahrgestell. 1976 wurde zuerst das Beach-Car entwickelt und am Genfer Autosalon präsentiert. Danach wurde die Karosserie wieder demontiert und auf dem Fahrgestell 16017 der Kombi aufgebaut. Dieser wurde 1977 in Genf der Öffentlichkeit vorgestellt. Nach dem Salon kam wieder die Beach-Car-Karosserie auf das Fahrgestell. Der Kombiaufbau ist heute nicht mehr erhalten, während das Beach-Car mehrere Besitzerwechsel hinter sich hat und heute einem Schweizer Sammler gehört.

## Verbreitung und heutiger Marktwert
Der 365 GTC/4 wurde von 1971 bis 1972 hergestellt. Die Angaben über den Produktionsumfang schwanken üblicherweise zwischen 500 und 505 Fahrzeugen; einzelne Quellen behaupten allerdings, dass bis zu 570 Fahrzeuge hergestellt wurden.
Die Produktion des 365 GTC/4 verteilt sich auf die Fahrgestellnummern 14179 bis 16289.
Der 365 GTC/4 war auf dem deutschen Markt geringfügig günstiger als der „Daytona“. Der deutsche Ferrari-Importeur Auto Becker in Düsseldorf bot den „Daytona“ 1972 zu einem Preis von 77.533,50 DM an, während der 365 GTC/4 lediglich 75.091,50 DM kostete. 
So wie der 365 GTC/4 während seiner Produktionszeit im Schatten des „Daytona“ stand, gilt dies auch für den heutigen Gebrauchtwagenmarkt. Ein 365 GTC/4 kostet 2011 weniger als die Hälfte eines „Daytona“-Coupés. Der Preis für einen 365 GTC/4 in exzellentem Zustand betrug 2011 etwa 135.000 Euro, während ein „Daytona“ in gleichem Zustand etwa 300.000 Euro kostete. Bis 2017 hatte sich der Preis für einen exzellenten „Gobbone“ mehr als verdreifacht; nunmehr lag er bei 435.000 Euro.